# باشگاه فوتبال استوک‌بریج
باشگاه فوتبال استوک‌بریج (به انگلیسی: Stockbridge Football Club) یک باشگاه فوتبال در شهر استوک‌بریج، همپشایر، کشور انگلستان است که در سال ۱۸۹۴ میلادی تأسیس شده‌است.